# Luigi Tornielli di Borgolavezzaro
Luigi Tornielli di Borgolavezzaro, född 1889 i Novara, död 1944 i Santa Margherita Ligure, var en italiensk bobåkare. Han deltog vid olympiska vinterspelen 1924 i Chamonix i det andra italienska laget i fyrmansbob, som bröt tävlingen efter andra åket.